# Honra a um Homem Mau
Honra a um Homem Mau (Tribute to a Bad Man) é um filme norte americano de velho oeste de 1956, dirigido por Robert Wise, estrelado por James Cagney, Don Dubbins, Stephen McNally e Irene Pappás, é baseado no romance curto "Hanging's for the Lucky", escrito por Jack Schaefer, o mesmo escritor de Os Brutos Também Amam.

## Trama
Steve Miller (Don Dubbins), um jovem quitandeiro da Pensilvânia, viaja pra longe de sua vida pacata rumo ao oeste selvagem, atrás de um lugar que lhe proporcione uma nova experiência de vida, nesse ínterim, ele acaba se deparando com um conflito entre um fazendeiro armado de um rifle e dois pistoleiros, o fazendeiro acaba baleado e os dois homens fogem, Steve tira a bala do desconhecido, este que fica grato ao rapaz e o convida a trabalhar em seu rancho, aquele era Jeremy Robock (James Cagney), um poderoso rancheiro dono de uma criação de cavalos que se estende por todo o vale.
No rancho, Steve conhece a bela e orgulhosa Jocasta Constantine (Irene Papas), uma ex-pianista de saloon, ligada pelo afeto e gratidão a Jeremy. Alguns peões, incluindo McNulty, o melhor de todos no rancho, este foi expulso porque assediou Jocasta, juntam-se aos ladrões de cavalos que atormentam o rancho de Rodock. Eles roubam várias éguas com seus filhotes, ferem profundamente os cascos delas para que não consigam ir longe e permaneçam ali para alimentar suas crias, assim, eles teriam sua própria criação rapidamente. Graças a Steve, Rodock descobre o roubo e pune seus ex-empregados severamente, forçando-os a ir a pé e descalços até o forte militar mais próximo, porém a sentença não é totalmente cumprida porque Rodock não aguenta os ver sofrendo tanto.
O temperamento amargo de Jeremy e a crueldade com que trata aqueles que se opõem a ele levam Steve e Jocasta a tomar uma arriscada decisão, fugir juntos para um lugar mais digno onde poderiam viver juntos, Steve veio demonstrando afeto a Jocasta por um bom tempo, o que causa intrigas com o patrão, quando eles se preparam para partir, Rodock acaba cedendo à vontade dos dois e os permite ir embora.
No último momento, porém, quando os dois estão na estrada rumo à nova vida, Jeremy vem humildemente até eles para devolver um par de brincos que ele havia dado a sua amada alguns dias atrás, ele demonstra ser um homem capaz de amar que retém seus sentimentos, Jocasta o aceita de volta e também aceita o pedido de casamento que ele faria. Steve, já amadurecido pelas experiências, retoma seu caminho para novos horizontes, ele nunca mais voltou pra lá.

## Produção
O filme foi rodado em Ridgway, Colorado . O título provisório era Jeremy Rodock . O personagem principal seria originalmente interpretado por Spencer Tracy, ele reclamou e procrastinou por ter que trabalhar num lugar de tamanha altitude. Gregory Peck foi considerado mais tarde, mas o papel acabou sendo concedido a Cagney.
Grace Kelly seria a intérprete original de Jocasta, mas devido ao seu casamento recente, teve de recusar o papel, ficando então para a atriz grega Irene Pappás, que fazia sua estreia no cinema americano com o longa, sua personagem canta "They Are Giving My Sweetheart Away" em grego. O diretor de fotografia Robert Sutees atrasou as gravações em 4 dias para esperar as condições climáticas perfeitas para a cena do enforcamento.

## Trilha Sonora
- Rough Wrangler - escrito por Stan Jones
- They Are Giving My Sweetheart Away - escrita por Constantine Callinicos e George Buyukas, cantada por Irene Papas
- Vou levá-la para casa novamente, Kathleen - de Thomas P. Westendorf (1875), interpretada por Irene Papas
- Skip to My Lou - tradicional, cantada por Royal Dano